# Guayaquil City FC
Guayaquil City FC ist ein 2007 unter dem Namen Club Deportivo River Ecuador gegründeter ecuadorianischer Fußballverein aus Guayaquil, Provinz Guayas, der zurzeit in der Serie A spielt und seit 2017 den aktuellen Namen trägt.

## Geschichte
Der Verein River Ecuador wurde 2007 in Guayaquil als Ableger des argentinischen Vereins CA River Plate gegründet. River Ecuador begann 2008 in der Zweiten Kategorie, aus der bereits 2009 der Aufstieg in die Serie B geschafft wurde. 2014 wurde der Verein Vizemeister der zweiten Liga und stieg zum ersten Mal in die Serie A auf.
Der Name des Vereins wurde 2017 aufgrund des neuen Eigentümers, der City Football Group, in Guayaquil City FC geändert. In der Saison 2023 stieg das Team als Tabellenletzter in die Serie B ab.

## Stadion
Guayaquil City absolviert seine Heimspiele im Estadio Christian Benítez Betancourt. Das Stadion wurde 2014 eingeweiht und hat eine Kapazität von 10.150 Plätzen. Das Stadion ist nach dem 2013 verstorbenen ecuadorianischen Nationalspieler Christian Benítez benannt.

## Erfolge
- Vizemeister der Serie B: 2014
- Vizemeister der Segunda Categoría de Ecuador: 2009

## Trainer
- Marcelo Trobbiani (Oktober 2015–März 2016)[3]
- Guillermo Sanguinetti (März 2016–November 2016)[4]
- Pool Gavilánez (September 2017–)[5]